# Sematophyllum cyparissoides
Sematophyllum cyparissoides là một loài Rêu trong họ Sematophyllaceae. Loài này được (Hornsch.) R.S. Williams miêu tả khoa học đầu tiên năm 1930.